# Ari Millen

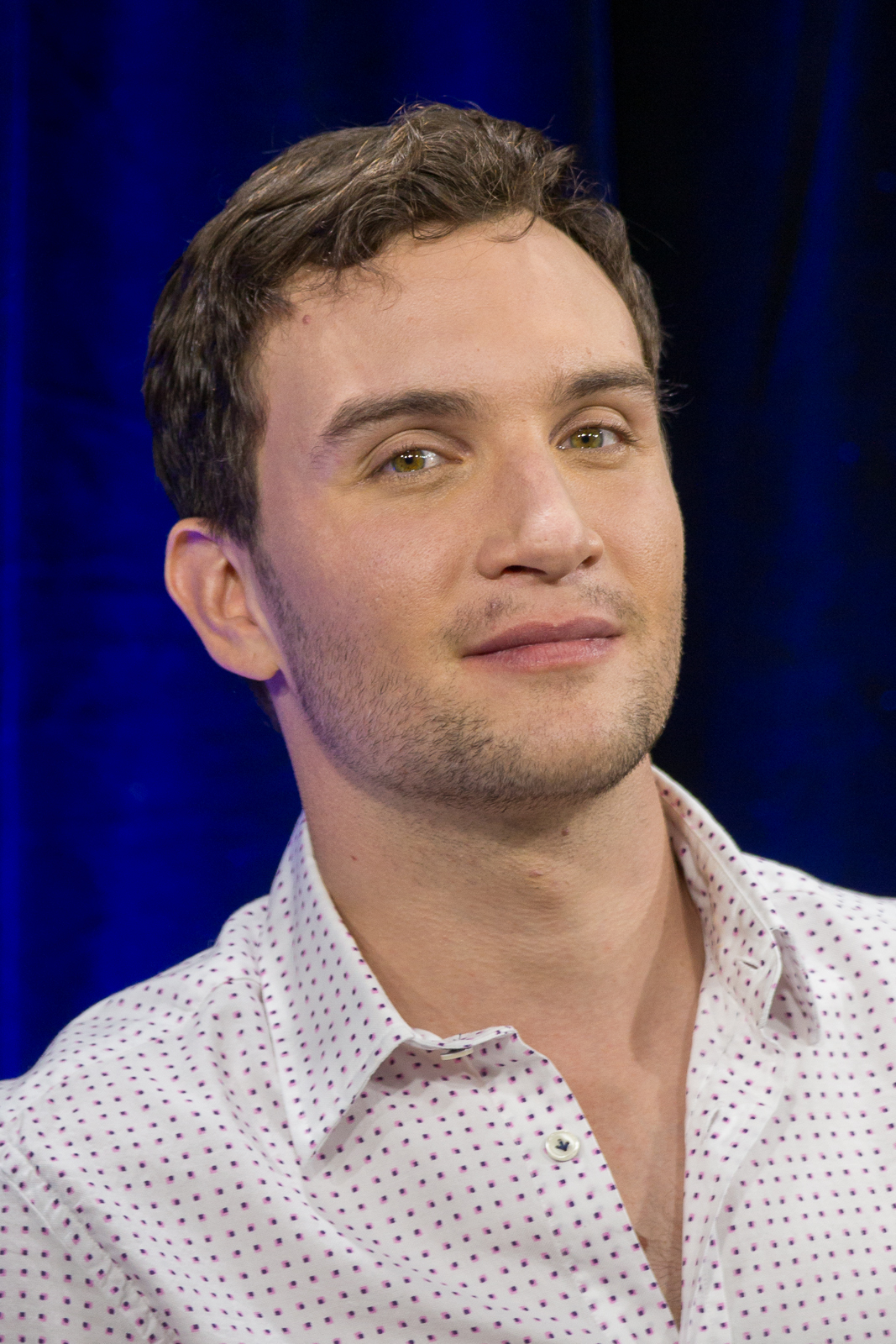
Ari Millen (2015)

Ari Millen (* 19. Januar 1982 in Kingston) ist ein kanadischer Schauspieler, der vor allem durch seine Rolle in Orphan Black bekannt ist.

## Leben und Karriere
Ari Millen stammt ursprünglich aus Kingston. Er besuchte ein Jahr lang das Theaterprogramm des Queen Elizabeth Collegiate. 2007 schloss er nach vier Jahren die Ryerson Theatre School in Toronto mit einem Bachelor of Fine Arts ab.
Seine Schauspielkarriere begann er mit einem Auftritt in der kanadischen Fernsehserie The Smart Woman Survival Guide im Jahr 2007. Bekannter wurde er durch den Kurzfilm Makeout! im Jahr 2008 sowie durch den Film Monster Brawl 2011. Es folgten Auftritte in Rookie Blue, Darknet und Played. Im Jahr 2014 erlangte er eine Rolle in der preisgekrönten Serie Orphan Black. Dort verkörpert er in einer Mehrfachrolle Mark Rollins sowie dessen Klone. Seit der dritten Staffel gehört er zur Hauptbesetzung.
Er ist mit der kanadischen Schauspielerin Kassandra Santos verlobt. Zusammen haben die beiden eine Tochter (* 2015). Das Paar heiratete am 28. August 2016 in Toronto.

## Filmografie (Auswahl)
- 2007: The Smart Woman Survival Guide (Fernsehserie, Folge 3x39)
- 2008: Makeout! (Kurzfilm)
- 2008: ReGenesis (Fernsehserie, Folge 4x06)
- 2010: Nikita (Fernsehserie, Folge 1x02)
- 2011: Monster Brawl
- 2012: Rookie Blue (Fernsehserie, Folge 3x06)
- 2013: Darknet – Nur ein Klick zum Horror (Fernsehserie, Folge 1x06)
- 2013: Played (Fernsehserie, Folge 1x08)
- 2014–2017: Orphan Black (Fernsehserie, 33 Folgen)
- 2014: Reign (Fernsehserie, Folge 2x06)
- 2015: 12 Monkeys (Fernsehserie, 2 Folgen)
- 2016: Rupture – Überwinde deine Ängste (Rupture)
- 2017: Murdoch Mysteries (Fernsehserie, 1 Folge)
- 2019: Spinning Out (Fernsehserie, Folge 1x08)
- 2023: The Boy in the Woods – Überleben ist alles (The Boy in the Woods)